# Malko Ciocioveni, Sliven
Malko Ciocioveni (în bulgară Малко Чочовени) este un sat în comuna Sliven, regiunea Sliven,  Bulgaria. 

## Demografie
Componența etnică a satului Malko Ciocioveni
     Bulgari (99,05%)
     Nicio identificare (0,94%)
     Altele (0%)
La recensământul din 2011, populația satului Malko Ciocioveni era de 317 locuitori. Din punct de vedere etnic, majoritatea locuitorilor (99,05%) erau bulgari. Pentru 0,94% din locuitori nu este cunoscută apartenența etnică.